# Хенцешть (Галац)
Хенцешть, Хенцешті (рум. Hănțești) — село у повіті Галац в Румунії. Входить до складу комуни Бучумень.
Село розташоване на відстані 194 км на північний схід від Бухареста, 81 км на північний захід від Галаца, 134 км на південь від Ясс, 136 км на схід від Брашова.

## Населення
За даними перепису населення 2002 року у селі проживали 555 осіб, усі — румуни. Усі жителі села рідною мовою назвали румунську.